# Hierden

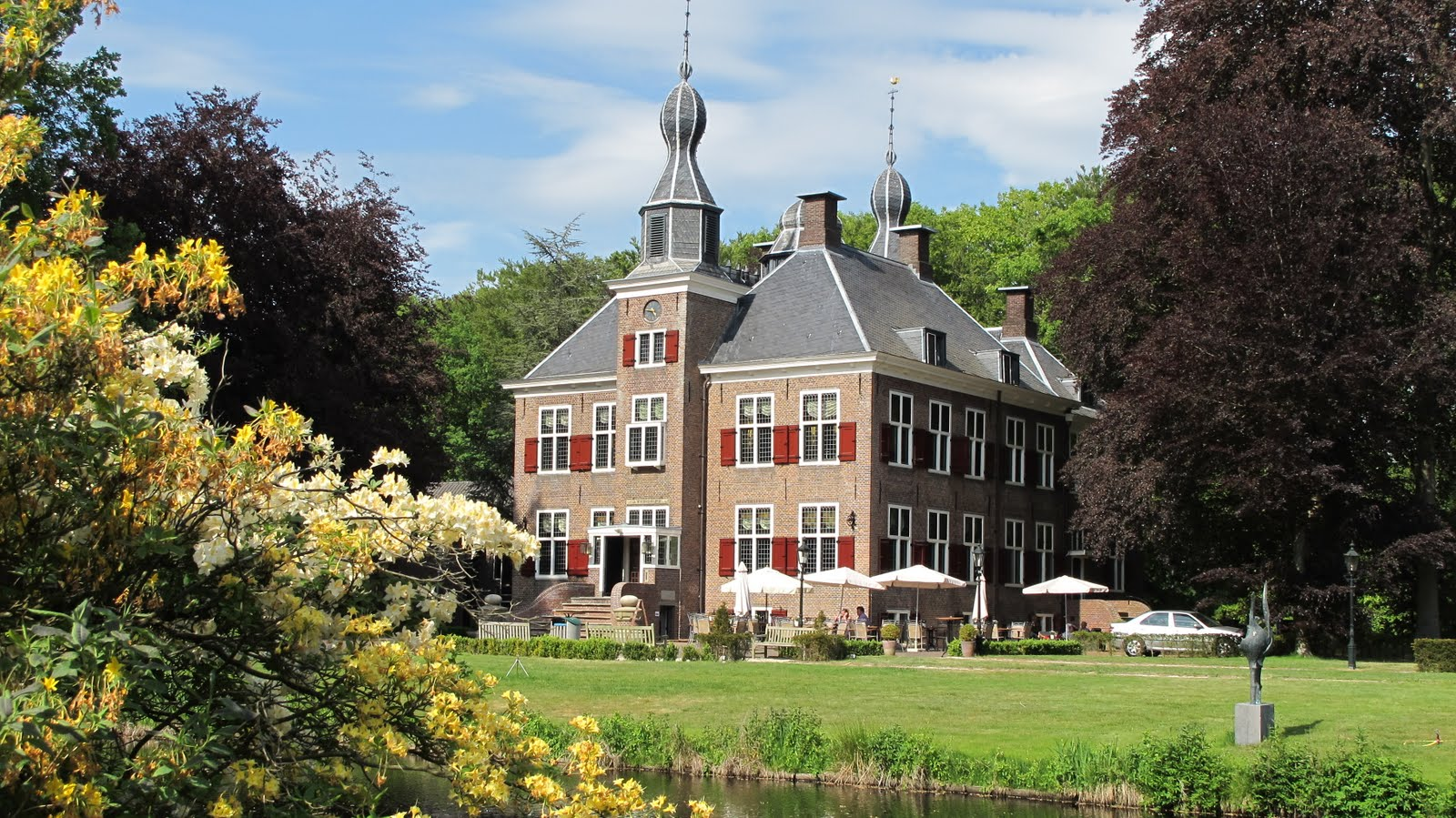
Hierden: il castello De Essenburgh

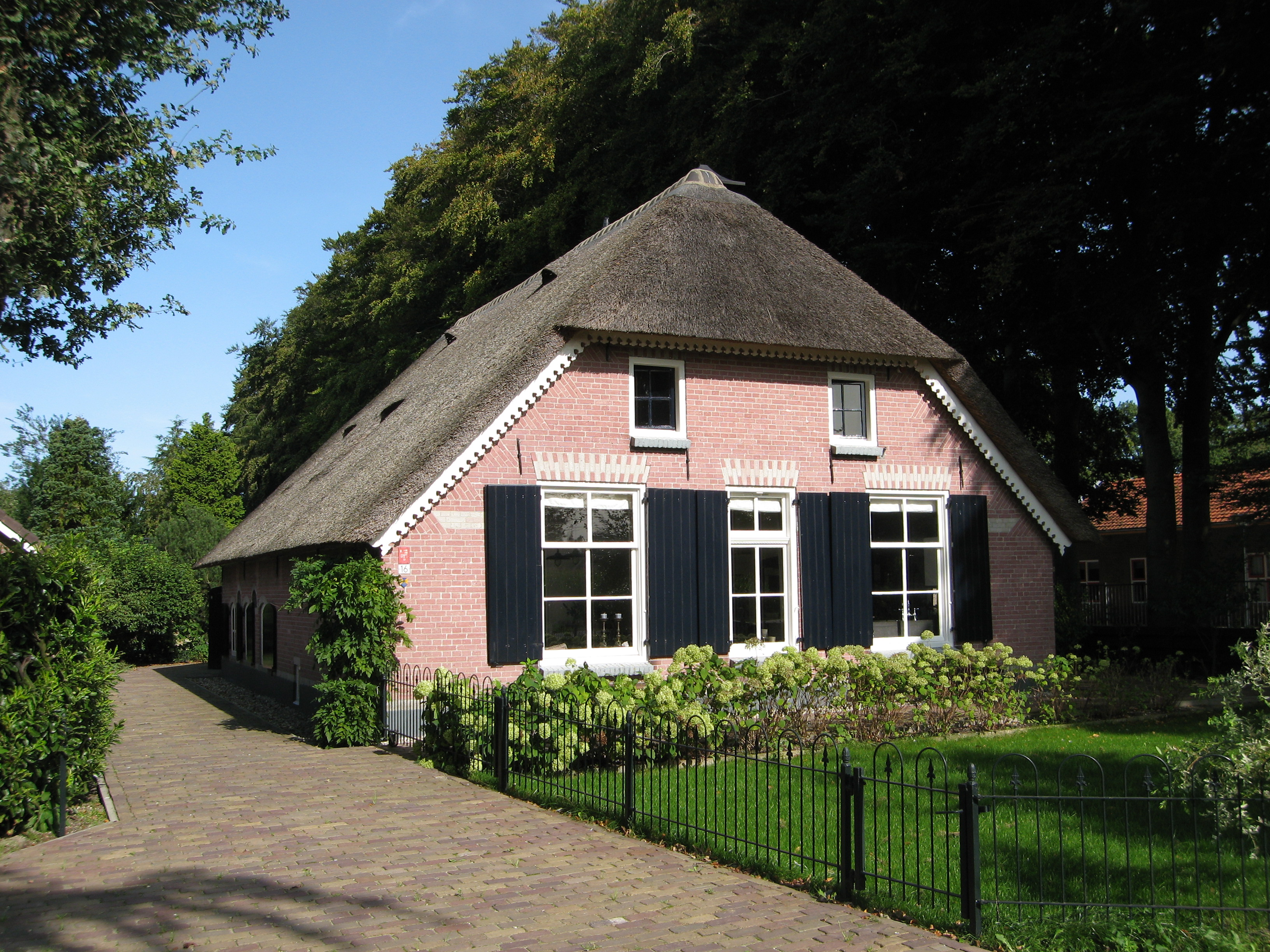
Hierden: fattoria lungo la Oostermheenweg

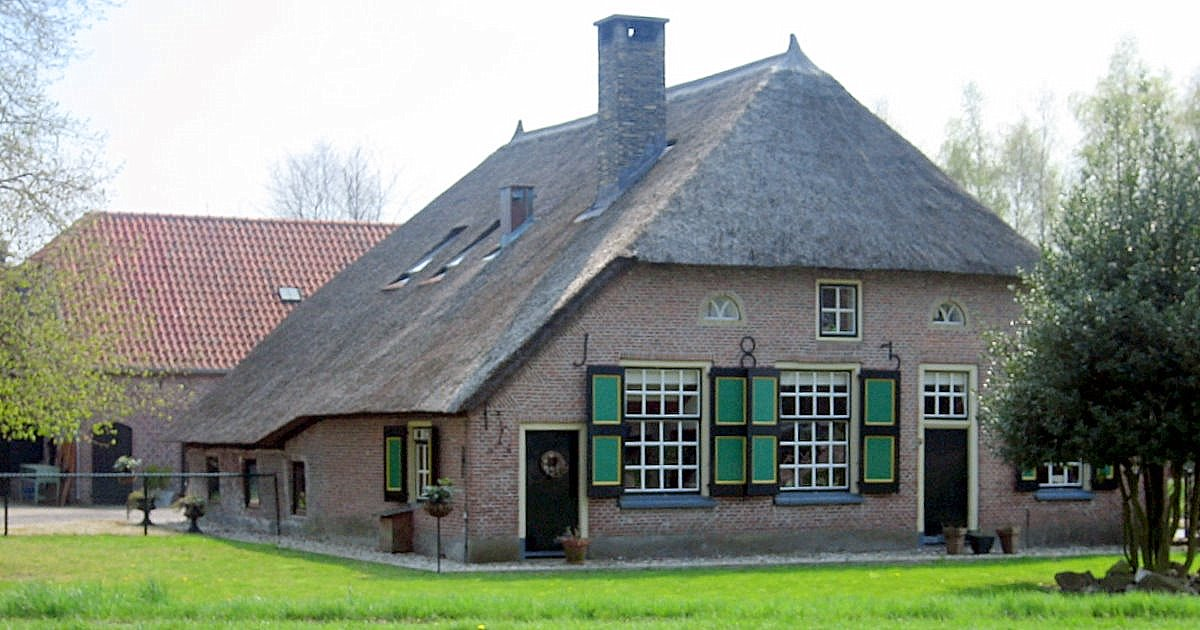
Hierden: fattoria lungo la Zuiderzeestraatweg

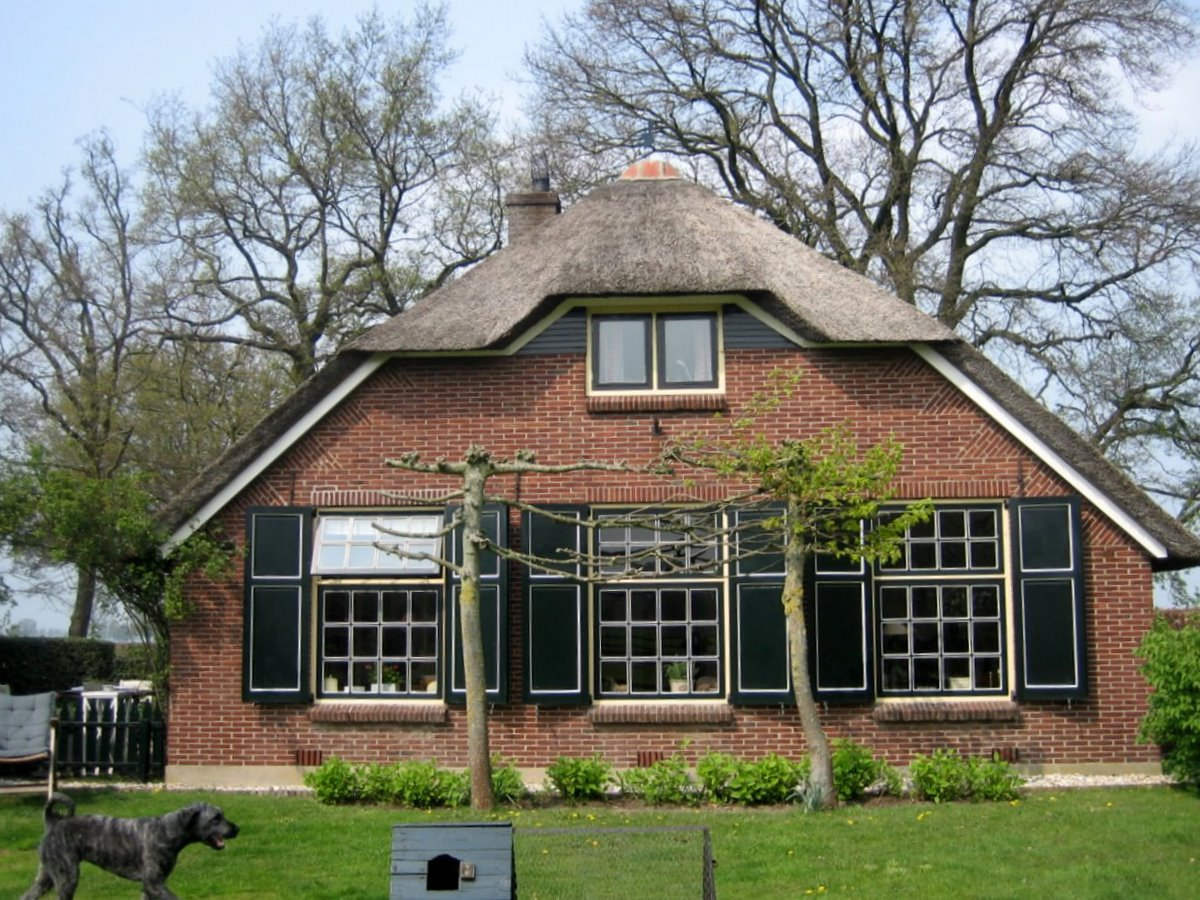
Hierden: edificio storico luno la Mheenbroekweg

Hierden è una località di circa  3 200 abitanti del centro-est dei Paesi Bassi, facente parte della provincia della Gheldria (Gelderland) e situata alla confluenza dello Hierdensche Beek con il Veluwemeer, nella regione dellaVeluwe. Dal punto di vista amministrativo, si tratta di una frazione del comune di Harderwijk.

## Geografia fisica
Hierden si trova sulla sponda sud-orientale del Veluwemeer, nei pressi del punto in cui il Veluwemeer è separato dal Wolderwijd, tra le località di Hardwijk e Nunspeet (rispettivamente a ovest della prima e a est della seconda).
La superficie del villaggio è pari a 9,36 km², di cui 0,02 km² sono costituiti da acqua.

## Origini del nome
Il toponimo Hierden, attestato in questa forma dal 1573 e anticamente come Heyrde (1331), Hyerde e Hiirde (1338), significherebbe letteralmente "sottosuolo solido" Secondo un'altra ipotesi, il toponimo sarebbe collegato al termine olandese che significa "gregge" in riferimento all'allevamento di pecore in loco.

## Storia
Il villaggio venne menzionato per la prima volta nella forma Heyrde in un documento fatto redigere nel 1331 dal conte Rinaldo II di Gheldria e che riguardava l'affitto di dodici fattorie in loco da parte dello stesso conte.
Nella metà del XIV secolo, si avevano poi notizie dell'esistenza di una cappella in loco dedicata a San Severino. La cappella sarebbe poi andata distrutta nel settembre del 1566 durante la cosiddetta beeldenstorm perpetrata dal movimento iconoclasta.
Intorno al 1650, il villaggio, i cui abitanti erano dediti all'epoca principalmente all'allevamento delle pecore, contava circa 370 abitanti. La popolazione era raddoppiata nel 1809.
Nella seconda metà del XIX secolo, segnatamente tra il 1862 e il 1869, si assistette all'emigrazione di parte della popolazione di Hierden (circa 170 abitanti) oltreoaceano, precisamente in direzione Michigan.

## Monumenti e luoghi d'interesse
Hierden vanta 14 edifici classificati come rijksmonument e 35 edifici classificati come gemeentelijk monument.

### Architetture religiose

#### Hervormde Kerk
Principale edificio religioso di Hierden è la Hevormde Kerk ("chiesa protestante"), situata lungo la Zuiderzzeestraatweg e risalente al 1851.

### Architetture civili

#### Castello De Essenburgh
Altro storico edificio di Hieden è poi il castello De Essenburgh, un maniero realizzato nel 1652 per volere di Johan Coolwagen sulle rovine di una preesistente fortezza medievale e rimodellato nel 1767.

## Società

### Evoluzione demografica
Al censimento del 2021, Hierden contava una popolazione pari a 3 240 unità.
La popolazione al di sotto dei 16 anni era pari a 465 unità, mentre la popolazione dai 65 anni in su era pari a 660 unità.
La località ha conosciuto un progressivo incremento demografico dal 2014, quando contava 2 835 abitanti.

## Geografia antropica

### Suddivisioni amministrative
buurtschappen
- Duinen
- Frankrijk

buurten
- Hierden-Dorp
- De Biest
- De Duinen
- De Enk
- Glindweg
- Mheenlanden